# Гамова Юлія Петрівна
Гамова Юлія Петрівна — (25 листопада 1935, с. Бубнівська Слобідка, тепер Черкаська область) — українська бандуристка, народна артистка УРСР з 1979. 

## Освіта
Закінчила 1966 Київську консерваторію (клас Андрія Бобиря, з 1985 — її викладач).

## Творчість
З 1956 — у складі тріо бандуристок «Дніпрянка» (разом з Елеонорою Миронюк  і Валентиною Пархоменко), спочатку при Київ. етсраду, з 1965 — при Київській філармонії. У репертуарі — твори сучасних композиторів. Автор обробок музичних творів для бандури.